# Vielle-Saint-Girons
Vielle-Saint-Girons település Franciaországban, Landes megyében. Lakosainak száma 1451 fő (2022. január 1.). Vielle-Saint-Girons Léon, Linxe, Lit-et-Mixe, Moliets-et-Maa és Saint-Michel-Escalus községekkel határos.

## Népesség
A település népessége az elmúlt években az alábbi módon változott:
| Lakosok száma | 864  | 824  | 859  | 1094 | 1214 | 1237 | 1305 | 1420 | 1438 | 1451 |
|               | 1968 | 1982 | 1990 | 2006 | 2013 | 2015 | 2017 | 2019 | 2020 | 2022 |